# لو منگ
لو منگ ( ) (۱۷۸ - ژانویه یا فوریه ۲۲۰)،  نام محترم زیمینگ ، یک ژنرال نظامی و سیاستمدار چینی بود که در دوران اواخر سلسله هان شرقی چین تحت فرماندهی جنگ سالار سون کوان خدمت می کرد. او در اوایل کار خود، در چندین نبرد زیر پرچم سون سه ، برادر بزرگتر و سلف سون کوان شرکت کرد. اگرچه او به خاطر شجاعتش مورد توجه قرار گرفته بود، اما به دلیل نداشتن مهارت های سواد آموزی، هنوز چیزی جز یک «جنگجوی صرف» تلقی نمی شد. بعداً، با تشویق سون کوان، لو منگ برای بهبود خود به فعالیت‌های علمی پرداخت و به تدریج به یک رهبر نظامی آگاه و شایسته تبدیل شد. در سال ۲۱۷، او جانشین لو سو به عنوان فرمانده خط مقدم نیروهای سان کوان در استان جینگ شد. دو سال بعد، در یک عملیات نظامی دقیق حساب شده، لو منگ رهبری تهاجم به قلمروهای لیو بی در جنوب استان جینگ را بر عهده گرفت و به سرعت و مخفیانه تمام سرزمین ها را از دست ژنرال لیو بی، گوان یو ، که پس از شکست وی دستگیر و اعدام شد، گرفت. لو منگ از بهترین ساعت خود پس از پیروزی لذت برد، اما چند ماه بعد درگذشت، زیرا قبل از مبارزات به شدت بیمار بود.